# Estación de Balaguer
Balaguer es la principal estación intermedia de la línea Lérida-Puebla de Segur, propiedad de Ferrocarriles de la Generalidad de Cataluña. Forma parte de las líneas RL-1 y RL-2 de la Red de Cercanías de Lérida, atendidos por FGC. Dispone de circulaciones turísticas ocasionales bajo el nombre comercial Tren dels Llacs.

## Situación ferroviaria
Se sitúa en el punto kilométrico 26,1 de la línea de ancho ibérico Lérida-Puebla de Segur,
 entre las estaciones de Vallfogona de Balaguer y Gerp. Se encuentra a 222 metros de altitud. El tramo es de vía única y está sin electrificar. 
También estaba situada en punto kilométrico 25,515 de la desaparecida línea de ancho métrico de Mollerusa a Balaguer.

## Historia

### Orígenes
La primera relación del ferrocarril con Balaguer se remonta a 1892, cuando la compañía Ferrocarril Central Catalán mostró su intención de prolongar la línea de ancho métrico existente entre Martorell y San Esteban de Sesrovires, pasando por Santa Coloma de Queralt. No obstante la línea nunca se prolongó desde 1893 más allá de Igualada.
El ferrocarril llegó a Balaguer al prolongarse el ya existente tramo de vía de ancho métrico entre Mollerusa y Menarguens, con el propósito de facilitar el transporte de remolacha azucarera, muy abundante en la zona, hasta la fábrica de azúcar de Menarguens. La línea de ancho métrico comenzó a ser construida en 1899 por la Sociedad Manuel Bertrand y el ferrocarril llegó a Balaguer el 24 de septiembre de 1903, aunque su inauguración definitiva no fue hasta el 26 de noviembre de 1905. 

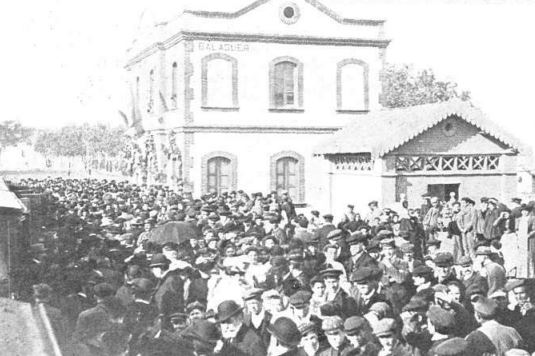
Llegada del primer tren en 1905

Por su parte, el ferrocarril de ancho ibérico llegó el 3 de febrero de 1924 con la apertura del tramo Lérida-Balaguer de la línea Lérida-Puebla de Segur. Las obras, comenzadas en 1907, corrieron a cargo de la Compañía de los Caminos de Hierro del Norte, que buscaba enlazar la capital ilerdense con la localidad francesa de Sant Girons. Esta línea, a su vez, formaba parte de la gran línea transversal proyectada que debía prolongarse de Baeza a Sant Girons, como parte del Plan Guadalhorce, desarrollado durante la dictadura de Primo de Rivera, en 1926. Los ferrocarriles de «Norte» se vieron beneficiados por las ayudas estatales que la dictadura de Primo de Rivera concedió a las compañías a través del Estatuto Ferroviario de 1924. Sin embargo, estas ayudas se cortaron bruscamente tras la proclamación de la Segunda República, en 1931. Durante el periodo republicano el ferrocarril español atravesó una época de grave crisis en general, aunque la compañía «Norte» logró mantener su independencia y su situación financiera.
El estallido de la Guerra Civil dejó la estación en zona republicana, siendo los comités obreros los se hicieron cargo de la situación ante la huida de dirigentes y consejeros. Ante la nueva situación, el gobierno republicano se incautó de la línea mediante un decreto de 3 de agosto de 1936, aunque en la práctica el control recayó en los comités de obreros y ferroviarios.
Al terminar la contienda en 1939, la situación era crítica: kilómetros de vías, puentes, estaciones, vagones y locomotoras habían sido destruidos durante la guerra, y buena parte del material superviviente se encuentra muy desgastado. El parque de coches de pasajeros y vagones de mercancías también estaba muy afectado por la guerra. Durante el período inmediato de posguerra, «Norte» se centró en la reconstrucción de la línea, instalaciones y material móvil. La compañía ferroviaria trató de volver a la situación anterior a la guerra, pero su situación económica era desastrosa, mientras que el nuevo Estado franquista en principio no tocó su independencia.

### Bajo RENFE
En 1941, con la nacionalización de la red viaria, la línea pasó a ser gestionada por RENFE.
En 1949 se pudo prolongar la línea de ancho ibérico hasta Cellers-Llimiana. En 1950 se clausuró el ramal métrico a Menàrguens y en 1951 se autorizó el levantamiento de vías del ferrocarril de ancho métrico entre Balaguer y Mollerusa.
Las obras de ampliación de la línea Lérida-Puebla de Segur fueron suspendidas sine die  en 1964 cuando se había completado el 78% de la infraestructura de la gran línea que arrancaba en Baeza. Un informe previo del Banco Mundial en 1962 desaconsejó la reanudación de las obras y el proyecto fue definitivamente descartado. En esta línea se descartó la interconexión con Francia. Consecuentemente, la línea que debería haber atravesado el corazón de los Pirineos finalizó en toperas en Puebla de Segur, a pesar de haber preparado ya el terreno para prolongarla hasta Sort.
El 1 de enero de 1985 estuvo previsto el cierre de la línea y sólo un acuerdo con la administración autonómica de Cataluña, la salvó de su cierre.
El 13 de diciembre de 2004, la comisión mixta de transferencias Estado-Generalidad, acuerda el traspaso a esta última de la línea.

### Bajo FGC
El 1 de enero de 2005, la Generalidad de Cataluña obtuvo la propiedad de la línea y su explotación mediante su operadora ferroviaria FGC. Renfe Operadora aún permaneció explotando la línea de forma compartida hasta 2016, en que lo hizo solamente FGC.
El 16 de mayo de 2009 se pone en funcionamiento el "Tren dels Llacs", nuevo servicio turístico de la línea que incluye la circulación de un tren histórico de forma regular entre mayo y octubre, salvo agosto.

## La estación
Se sitúa al este del núcleo urbano. La Generalidad de Cataluña estudia trasladar la estación a una zona ubicada junto a los terrenos de la antigua papelera Inpacsa mediante la construcción de una variante que eliminaría las vías del centro de la ciudad, aunque existe un ramal industrial que desde 1956 conecta la estación con la industria papelera anexa.
Balaguer es la única estación de la línea donde están programados los cruces de trenes entre Lérida y Puebla de Segur y la única estación intermedia de la línea con venta de billetes en taquilla. 
En 2001 se remodeló y simplificó la playa de vías de la estación a su estado actual. El 30 de octubre de 2017 entró en servicio en nuevo enclavamiento electrónico de Balaguer, sustituyendo al antiguo de señales mecánicas y cambios de aguja manuales (enclavamiento Bouré), agilizando los cruces de trenes. La estación consta de tres vías, la general (vía 1) y dos vías derivadas (vías 2 y 4) entre las cuales se ubican dos andenes enlazados mediante dos pasos a nivel, uno en cada extremo. El edificio de viajeros presenta disposición lateral a la vía en su lado izquierdo y es de dos plantas, similar a los originales de la línea aunque con dos anexos con terraza. En la planta baja hay una sala de espera con la taquilla de venta de billetes, despacho de jefe de estación, un servicio, oficina de turismo y otras dependencias. Los andenes disponen de iluminación con paneles tipo led. La vía 1 dispone de bancos y un punto de información con un interfono que lo conecta con el centro de control de la línea. En el andén lateral (el del edificio de viajeros) se conservan los antiguos lavabos, destinados hoy en día a almacén y también un muelle de mercancías cubierto.
Existe también un pequeño museo ferroviario al aire libre junto al edificio de viajeros con carteles explicativos de la historia de la estación y la línea. En uno de los extremos es posible ver aún el antiguo depósito de locomotoras de vapor. Existe a disposición de los usuarios un libro de reclamaciones.
La previsión en un futuro próximo es integrar el tramo ferroviario en la trama urbana. De este modo el trazado quedará con modelo tranviario y nivelado con el entorno con el fin de eliminar barreras arquitectónicas.

## Servicios ferroviarios
Los trenes con los que opera Ferrocarriles de la Generalidad de Cataluña enlazan la estación principalmente con Lérida, y Puebla de Segur. Circulan entre dos y cuatro trenes con sentido/origen Puebla de Segur y hasta diez trenes por sentido con destino/origen Lérida.
Las unidades habituales son las de la Serie 331 de FGC, fabricadas por Stadler en Zúrich, que fueron probadas en las instalaciones de Plá de Vilanoveta. Entraron en servicio el 17 de febrero de 2016, mediante la unidad 333.01 en su primer servicio entre Lérida y Puebla de Segur, sustituyendo a los antiguos TRD de la serie 592 de Renfe.
Debido al carácter turístico de la línea se ofrecen ocasionalmente los sábados, entre los meses de abril y octubre, un servicio de ida y vuelta entre Lérida y Puebla de Segur, conocido como el "Tren dels Llacs". Estos servicios se componen de dos locomotoras n.º 10820 y 10817 diésel de la serie 308 de RENFE (conocidas como "Yé-yé") más seis coches de viajeros de la serie 6000 (uno de ellos con cafetería) y un coche furgón postal de apoyo. Existe una tercera locomotora Garrat de vapor 282-F-0421 conocida como "La Garrafeta" actualmente en reparación.
Algunos de los sábados del citado periodo circula, en lugar de los anteriores, un tren GTW panorámico de la serie 331 de Stadler a un precio más asequible.
| origen/destino  | anterior/siguiente     | Línea | siguiente/anterior | destino/origen     |
| --------------- | ---------------------- | ----- | ------------------ | ------------------ |
| Lérida Pirineos | Vallfogona de Balaguer |       | Terminal           | Terminal           |
| Lérida Pirineos | Vallfogona de Balaguer |       | Gerb               | La Puebla de Segur |